# Hrubý Rohozec
Hrubý Rohozec je část města Turnov v okrese Semily v Libereckém kraji. Nachází se na severním okraji Turnova. Dominantou čtvrti je zámek Hrubý Rohozec.
Hrubý Rohozec leží v katastrálním území Daliměřice o výměře 2,76 km².

## Historie
První písemná zmínka o vesnici pochází z roku 1322.

## Přírodní poměry
V prostoru mezi zámkem a železniční tratí je vysoká skalní stěna, tvořená horninami jizerského souvrství české křídové pánve - jemnozrnnými, vápnitými pískovci s nepravidelnými čočkami tvrdých, jílovito-písčitých vápenců. Tento odkrytý profil je charakterizován jako geologická lokalita národního významu a paleontologická lokalita mezinárodního významu, neboť je bohatým nalezištěm fauny středního turonu. Kromě mlžů se zde vyskytují amoniti Lewesiceras peramplum a Scaphites geinitzi, dále nautilidi Eutrephoceras sublaevigatus a Deltocymatoceras rugatus, ježovky Cardiaster anachytis, Micraster michelini a Hemiaster plebeius, raci rodu Protocallianassa a plži rodů Turritella a Leptomaria. Také je zde možno nalézt ramenonožce, serpulidy, mechovky, živočišné houby a rovněž velké schránky amonita Lewesiceras peramplum a stratigraficky významného mlže Inoceramus (Inoceramus) lamarcki, přičemž tyto schránky mohou být až jeden metr velké.